# Masaki Ejima
Masaki Ejima (江島 雅紀, Ejima Masaki, né le 6 mars 1999) est un athlète japonais, spécialiste du saut à la perche.

## Carrière
Son record personnel est de 5,50 m, mesure qu'il franchit à quatre reprises en 2017, sans compter également un saut en salle – notamment à Kawasaki (Todoroki Stadium) le mai 2017, à Yokohama (International) le 27 mai 2017, à Hiratsuka le 10 juin 2017 et à Osaka (Nagai Stadium) le 23 juin 2017, avant de porter à Bhubaneswar son record à 5,65 m, record d'Asie junior, pour remporter la médaille d'argent des Championnats d'Asie, avec la même marque que le vainqueur Ding Bangchao, réalisée au 3e essai.
Le 14 juillet 2018, il remporte la médaille de bronze en effectuant son meilleur saut de la saison lors des championnats du monde juniors 2018 à Tampere, avec 5,55 m.

## Palmarès
| Date | Compétition                    | Lieu        | Résultat | Marque |
| ---- | ------------------------------ | ----------- | -------- | ------ |
| 2015 | Championnats du monde jeunesse | Cali        | 6e       | 5,00 m |
| 2016 | Championnats du monde juniors  | Bydgoszcz   | 6e       | 5,35 m |
| 2017 | Championnats d'Asie            | Bhubaneswar | 2e       | 5,65 m |
| 2018 | Championnats du monde juniors  | Tampere     | 3e       | 5,55 m |
| 2019 | Championnats d'Asie            | Doha        | 6e       | 5,51 m |
| 2019 | Universiade                    | Naples      | 7e       | 5,21 m |

## Records
| Épreuve          | Épreuve   | Performance  | Lieu     | Date            |
| ---------------- | --------- | ------------ | -------- | --------------- |
| Saut à la perche | Plein air | 5,71 m (AJR) | Kisarazu | 18 août 2019    |
| Saut à la perche | En salle  | 5,50 m       | Nastola  | 14 janvier 2017 |